# Melrose Rugby Football Club
Maillots
Dernière mise à jour : 26 février 2013.
Melrose RFC est un club écossais de rugby à XV situé à Melrose, dans la région des Borders, qui évolue dans le Championnat d'Écosse.

## Histoire
Le club est fondé en 1877 par d’anciens élèves du lycée George Heriot's School d’Edimbourg. Il devient membre de la fédération écossaise dès 1880 et remporte son premier titre en 1911. Depuis la réorganisation des compétitions en 1973, et la création d'un championnat national, Melrose a remporté le championnat à dix reprises avec notamment 5 titres en 6 ans entre 1992 et 1997 et un un dernier succès lors de la saison 2017-2018. 
Melrose RFC est aussi célèbre pour avoir inventé la variante à sept du rugby. Le club organise en effet le premier tournoi de rugby à sept de l’histoire en 1883, grâce à une idée de Ned Haig, boucher dans la ville et joueur de l'équipe première du club. Il remporte à plusieurs reprises le championnat et la Border League. 

## Palmarès
- Champion d’Écosse en 1952 (non officiel), 1963 (non officiel), 1967 (non officiel), 1990, 1992, 1993, 1994, 1996,1997, 2011, 2012, 2014, 2018
- Coupe d'Écosse en 1997, 2008, 2017, 2018
- Border League en 1911, 1939, 1950, 1954, 1958, 1963, 1971, 1990, 1991, 1992, 1993, 1994, 1997, 1999, 2006 et 2011

## Joueurs célèbres
Le club a fourni 22 joueurs à l’Équipe d’Écosse, dont les joueurs suivants :
- Craig Chalmers
- Jim Telfer
- Bryan Redpath
- Kelly Browns (joueurs le plus capé avec 64 sélections)

## Stade

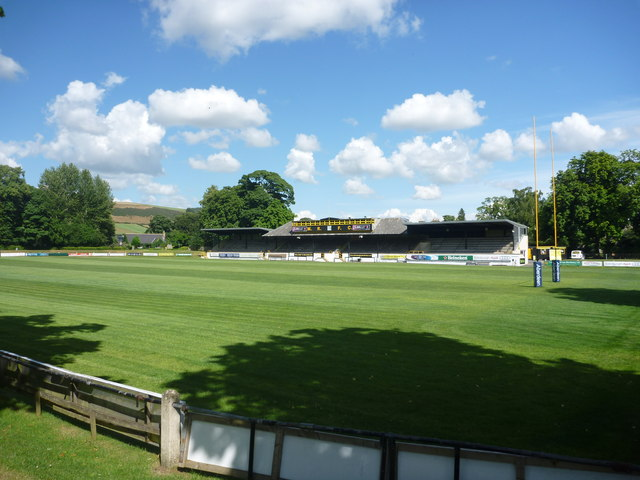
The Greenyards et sa tribune principale.

Le Melrose RFC évolue au Greenyards depuis la création du club. Le stade se situe dans la ville de Melrose et possède une tribune d'environ 1200 places. Depuis 2019, il est également équipé d'une pelouse synthétique.